# Mahō Tsukai ni Taisetsu na Koto – Natsu no Sora
Mahō Tsukai ni Taisetsu na Koto – Natsu no Sora (jap. 魔法遣いに大切なこと ～夏のソラ～) ist eine Manga-Reihe, die von Norie Yamada geschrieben und von Kumichi Yoshizuki illustriert wurde. Sie selbst ist Teil einer Reihe von Mangas, die auf dem Szenario von Someday’s Dreamers und dessen Nachfolger Der Weg von Sonne und Wind aufbaut. Erstmals wurde die noch nicht abgeschlossene Reihe innerhalb des Magazins Shōnen Ace am 26. Februar 2008 veröffentlicht. Im selben Jahr wurde Natsu no Sora durch Hal Film Maker als 12-teilige Anime-Fernsehserie adaptiert.

## Handlung
Suzuki Sora ist ein nettes, auf dem Land lebendes Mädchen. Einem Versprechen ihrem Vater gegenüber folgend, verlässt sie ihren Heimatort Biei auf Hokkaidō und zieht nach Tokio, um dort eine Schule für Zauberlehrlinge zu besuchen. Dabei wird sie sowohl mit der Umstellung auf das Leben in einer großen Stadt als auch mit der Ablehnung vieler Menschen gegenüber den Magiern konfrontiert. Nebenbei sieht sie sich immer wieder mit dem mysteriösen Jungen Gōta Midorikawa konfrontiert, der ebenfalls dafür trainiert, ein Magier zu werden, jedoch kaum einen Erfolg aufweisen kann, da er die Magie nur schlecht beherrscht. Obwohl sich die beiden zunächst sehr fremd sind und er sie mit seiner kalten Art abschreckt, finden die beiden zueinander und beginnen gemeinsam die Abenteuer des Lebens und der Magie zu beschreiten.

## Entstehung und Veröffentlichungen
Der Manga baut auf dem grundlegenden Szenario von Someday’s Dreamers und dessen Nachfolger Der Weg von Sonne und Wind auf und übernimmt dabei eine Welt, in der Magie zum Alltag gehört und von einigen Menschen auf natürliche Art und Weise beherrscht wird. Dabei wird immer wieder die Diskriminierung der Magier durch die normalen Menschen thematisiert, die von deren Fähigkeiten immer wieder rücksichtslos Gebrauch machen, ohne einen echten Dank dafür zu zeigen.
Wie ihre Vorgänger wurde die Manga-Reihe von Norie Yamada geschrieben und von Kumichi Yoshizuki illustriert. Veröffentlicht wurde der Manga in Magazin Shōnen Ace. Die Kapitel wurden in zwei Tankōbon zusammengefasst.
- Mahō Tsukai ni Taisetsu na Koto – Natsu no Sora 1 (魔法遣いに大切なこと～夏のソラ～①, 26. Juni 2008, ISBN 978-4-04-715073-7)
- Mahō Tsukai ni Taisetsu na Koto – Natsu no Sora 2 (魔法遣いに大切なこと～夏のソラ～②, 26. Dezember 2008, ISBN 978-4-04-715157-4)

## Anime
Das Animationsstudio Hal Film Maker adaptierte die Manga-Reihe als 12-teilige Anime-Fernsehserie. Regie führte dabei Osamu Kobayashi. Die Hintergrundmusik wurde von Takefumi Haketa geschrieben, während Toshiharu Iijima die künstlerische Leitung übernahm. Dabei ist auffällig, dass viele der Hintergründe als reine Fotografien übernommen wurden, in deren Vordergrund sich die gezeichneten Figuren bewegen.
Die Serie wurde erstmals vom 2. Juli 2008 bis zum 24. September 2008 im japanischen Fernsehen auf TV Asahi gezeigt. Etwa einen Monat später begann auch der Fernsehsender Kids Station mit der Übertragung.

### Synchronisation
| Rolle           | japanische Sprecher (Seiyū) |
| --------------- | --------------------------- |
| Sora Suzuki     | Kana Hanazawa               |
| Seiichirō Hara  | Rikiya Koyama               |
| Gōta Midorikawa | Tomoaki Maeno               |
| Hiyori Yamabuki | Mikako Takahashi            |
| Honomi Asagi    | Marina Inoue                |
| Saori Shiraishi | Urara Takano                |
| Kōji Kuroda     | Daisuke Namikawa            |